# Jonas Poole
Jonas Poole  (bautizado en 1566 a — 1612) fue un temprano explorador, ballenero y foquero Inglés del siglo XVII. Aunque Henry Hudson ha sido a menudo llamado el «padre de la caza de ballenas inglesa» (father of English whaling), Poole, cuyo viaje de 1610 llevó a la creación de la caza comercial de ballenas inglesa, es quien merece ese título.

## Viajes a la isla del Oso (1604-09)
Jonas Poole sirvió a bordo de los barcos enviados por la Compañía de Moscovia a la caza de focas a la isla del Oso, en las campañas de 1604, 1605, 1606, 1608 y 1609. En 1606 se le dio el mando de una pinaza de 20 toneladas y en 1608 pilotó la nave Paul [Pablo], y, en 1609 fue capitán (master) del barco Lioness [Leona].
En 1607 Poole fue uno de los marinos enviados al Nuevo Mundo para establecer el asentamiento de Jamestown (el asentamiento inglés más antiguo de Norteamérica), siendo uno de los veinticuatro colonos que, al mando del capitán Christopher Newport, exploraron en una pinaza el curso alto del río James hasta alcanzar a finales de mayo de ese año un lugar cerca de la actual ciudad de Richmond, Virginia. Poole regresó ese mismo año a Inglaterra con Newport.

## Viajes a Spitsbergen (1610-12)

### La campaña de 1610
En 1610 Poole fue enviado de nuevo a la isla del Oso para cazar focas y morsas, así como para buscar un pasaje hacia el Polo Norte. Se le dio el mando del Amity [Amistad], un barco de 70 toneladas con una tripulación de catorce hombres y un niño. Sobrepasó la isla del Oso, navegando directamente a Spitsbergen. Mientras Barentsz había pasado tan sólo unas semanas en 1596 explorando Spitsbergen y Hudson menos de un mes en 1607, Poole estuvo casi tres meses (mayo-agosto) realizando la exploración de la costa oeste y cazando morsas, osos polares y renos. El 6 de mayo llegó a la vista de una montaña en la costa sur de Spitsbergen, que llamó Muscovy Company’s Mount  (el actual Hornsundtind). Navegó hacia el norte y envió un skiff en un pequeño fiordo; sus hombres regresaron con un pedazo de cuerno de reno, por lo que Poole nombró el fiordo con el nombre de Horn Sound  (Hornsund).
Durante este viaje, también nombró Ice Point [punta de hielo, Ispynten), punta Bell (por una montaña cercana con forma de campana, que ahora se llama Kapp Lyell), Bell Sound (Bellsund),  Point Partition (Midterhuken),  Low Sound (Van Mijenfjorden), Lowsoundness (Lågneset, su equivalente en noruego), Ice Sound (Isfjorden), Green Harbour (Grønfjorden), Osborne Inlet (St. Jonsfjorden), Black Point (Salpynten), Black Point Isle (Prins Karls Forland), Foul Sound (Forlandsundet), Cape Cold (Kaldneset), Fair Foreland (Fuglehuken), Deer Sound (Kongsfjorden), Close Cove (Krossfjorden), Cross Road (Ebeltofthamna) y Fairhaven (Smeerenburgfjorden).
Poole también obtuvo «aletas» (barbas) y grasa de ballena de Groenlandia que había varado en la costa, pero no trató de capturar ninguna de las «gran cantidad de ballenas» ["great store of whales"] que vio en esas aguas, «porque los vascos eran entonces la única gente que entendía la caza de ballenas» ["for the Basques were then the only people who understood whaling"].

### La campaña de 1611
Su informe sobre el número de ballenas que encontró alrededor de Spitsbergen llevó a la Compañía de Moscovia a enviar dos barcos al año siguiente, 1611. Uno, el Elizabeth, de 60 toneladas, fue enviado como acompañante del  Mary Margaret, un gran barco de 150 toneladas al mando de Stephen Bennet, en una expedición ballenera a la isla. Poole fue enviado como maestro del Elizabeth y como piloto de ambos barcos. A bordo del Mary Margaret iba Thomas Edge, que iba a estar a cargo de las cargas de ambos barcos. Entre la tripulación había seis expertos balleneros vascos de San Juan de Luz .
La expedición partió de Blackwall en abril, pero en los 65°N las dos naves se separaron por «los vientos contrarios y el tiempo loco». Se encontraron otra vez a mediados de mayo, navegando juntos hasta Cross Road, donde anclaron a finales de mayo. El Mary Margaret pasó el mes de junio dedicado a la caza de ballenas y morsas, mientras que Poole exploró hacia el suroeste, en busca de la esquiva Hold with Hope que Hudson dijo haber encontrado en 1607. Después de avistar tierra (probablemente del este de Groenlandia) alrededor de los 74°N, navegó hacia el norte hacia la isla del Oso, donde ancló el 29 de junio.
A finales de julio, mientras viajaba a ancla en el lado norte de la isla, Poole entró en contacto con tres marineros enviados por Edge y Bennet. Le contaron la pérdida del Mary Margaret en el Foul Sound, que había sido empujado a tierra por el hielo. Le dijeron que treinta hombres habían desembarcado en el lado sur de la isla en tres embarcaciones, mientras que otras dos embarcaciones, con nueve hombres, habían partido con ellos y se separaron aguas afuera del Horn Sound.
Poole navegó hacia el lado sur de la isla, recogió a los hombres, y navegó al norte hacia Spitsbergen. Llegando al Foul Sound encontró a los demás hombres del Mary Margaret's, que habían sido llevado allí por un interloper de Hull, el Hopewell, al mando de Thomas Marmaduke. Aquí, el 7 de agosto, mientras transferían la carga del Mary Margaret, el  Elizabeth, que no tenía suficiente lastre en la bodega, volcó, arrastrando a Poole con él. Poole estaba en la bodega cuando ocurrió el accidente, y trato de subir dos veces a través de los barriles de cerveza a las escotillas pero varias cosas lo derribaron. «Nadando y gateando» ("swimming and crawling") fue capaz de salir a la superficie, donde un barco lo rescató. Poole dijo que su «cabeza [fue] rompió el cráneo y mi frente que uno podía ver el esqueleto, y en mis oídos había una dolorosa herida, también las costillas de mi lado derecho estaban todas rotas y moretones dolorosos, y la la clavícula de mi hombro izquierdo está rota, además de que mi espalda estaba tan dolorida, que no podía soportar que nadie me la tocase» ("head [was] broke to the skull, and my brow that one might see the bare bones, and by mine ear I had a sore wound, likewise the ribs on my right side were all broken and sore bruised, and the collar bone of my left shoulder is broken, besides my back was so sore, that I could not suffer any man to touch it.").
Trepando en tres botes, los hombres remaron a la Hopewell, pidiendo ayuda a Marmaduke, pero él se negó, al parecer con sus hombres armados con picas y lanzas manteniendo a Poole y sus hombres alejados. Edge y otros hombres convencieron finalmente a Marmaduke para que les llevase de regreso a casa, pero solo después de haber aceptado pagarle.

## La campaña de 1612
En 1612 Jonas Poole navegó de nuevo a Spitsbergen en una expedición ballenera. Se enviaron dos barcos, el Whale [Ballena], de 160 toneladas, al mando de John Russell, y el Sea Horse [Caballo Marino], de 180 toneladas, al mando de Thomas Edge. Poole servía a bordo de este último, probablemente como piloto.
La expedición partió a principios de abril, llegando a la isla del Oso a principios de mayo. El 25 de mayo estaban en el Foul Sound. Al día siguiente, otros dos barcos entraron en el sound: uno de ellos era un barco enviado desde Holanda, al que ya habían encontrado aguas afuera de la isla del Oso; el otro era un interloper de Inglaterra, el  Diana, de Londres, al mando de Thomas Bustion de Wapping Wall. Ambos se alejaron al día siguiente. A principios de junio Poole se reunió con otro interloper, el Hopewell, de Hull, de nuevo al mando de Thomas Marmaduke, que puede haberse dedicado ese año a la caza de ballenas.
A principios de junio los balleneros vascos —probablemente reclutados en San Juan de Luz— habían capturado ya varias ballenas. A finales de junio, Poole dijo que había tantas ballenas en el sound que no podía contarlas. El 30 de junio informó que «allí hay abundancia de grandes ballenas en el puerto cerca de nuestros barcos» ["there lay abundance of huge Whales in the harbour about our ships"]. «Todo el dia las ballenas estaba tan cerca del barco, que algunas corrían contra nuestros cables, algunas contra la nave y otra contra el timón. Una estaba bajo nuestro beakhead y durmió allí mucho tiempo». ["All this day whales lay so thick about the ship, that some ran against our Cables, some against the Ship, and one against the Rudder. One lay under our beakhead and slept there a long while."] Los barcos regresaron a Londres a finales de ese año con 180 toneladas de aceite, de la captura de diecisiete ballenas de Groenlandia y de dos morsas.
Al final del viaje, Poole habría sido «miserablemente y vilmente asesinado» ["miserably and basely murdered" ] entre Ratcliff y Londres.

## Legado
Muchos de los nombres que Jonas Poole dio a los principales accidentes de la costa oeste de Spitsbergen todavía conservan su nombre (los más importante Hornsund, Bellsund e Isfjorden), mientras que otros, por errores de transcripción modernos de los cartógrafos y por otras razones, han dado lugar a otros que han cambiado o se olvidaron por completo. Poolepynten (punta Poole), en la costa sureste de la isla Príncipe Carlos Forland, fue nombrada en su honor.